# Otilio Montaño, Atlixco
Otilio Montaño är en ort i Mexiko.   Den ligger i kommunen Atlixco och delstaten Puebla, i den sydöstra delen av landet, 100 km sydost om huvudstaden Mexico City. Otilio Montaño ligger 1 746 meter över havet och antalet invånare är 198.
Terrängen runt Otilio Montaño är kuperad åt nordost, men åt sydväst är den platt. Runt Otilio Montaño är det ganska tätbefolkat, med 222 invånare per kvadratkilometer. Närmaste större samhälle är Atlixco, 5,1 km norr om Otilio Montaño. Omgivningarna runt Otilio Montaño är en mosaik av jordbruksmark och naturlig växtlighet.